# Forumul Democrat al Românilor din Republica Moldova
Forumul Democrat al Românilor din Republica Moldova este o mișcare civică formată din peste 120 de ONG-uri, câteva organizații publice de conducere din Republica Moldova și un mare număr de academicieni, scriitori, ziariști. În 2006, organizația a anunțat că are 100.000 de membri.

## Conducători
- Nicolae Dabija, scriitor, editor-șef al revistei Literatura și Arta, membru onorific al Academiei Române (președinte);
- Andrei Vartic, primul vicepreședinte
- Academician Mihai Cimpoi
- Constantin Tănase (jurnalist), director Timpul de dimineață (vicepreședinte)
- Ion Buga, PhD în Istorie, profesor (secretar general);